# 中田貴大
中田 貴大（なかだ たかひろ、1986年6月20日 - ）は、島根県浜田市出身のフットサル選手。Fリーグ・ポルセイド浜田所属。ポジションはゴールキーパー。

## 来歴
高校卒業後ポルセイド浜田の前身である浜田FutsalClub HNTに入団。
チーム初出場となる第25回全日本フットサル選手権の登録メンバーに名を連ねるが、同大会は新型コロナウイルスの影響により中止となった。

## 所属チーム
- 浜田FutsalClub HNT
- ポルセイド浜田